# Йоганн Гоффманн (футболіст)
Йоганн Гоффманн (нім. Johann Hoffmann) — австрійський футболіст, що грав на позиції півзахисника. Відомий виступами у складі віденських клубів «Донау» і «Вінер АК». 

## Клубна кар'єра
У сезоні 1932/33 грав у складі віденської команди «Донау» (Відень). Став з командою переможцем другого дивізіону чемпіонату Австрії і завоював підвищення у вищий дивізіон. У вищому дивізіоні сезону 1933/34 зіграв 20 матчів і забив 1 гол, але його команда посіла останнє місце і вилетіла.
Влітку 1934 року був запрошений у команду «Флорідсдорфер» для участі у кубку Мітропи. Змінив у півзахисті клубу Карла Цервенку. «Флорідсдорфер» зустрівся з сильним угорським «Ференцварошем». Уже у першому матчі в Будапешті фаворит упевнено здобув перемогу з рахунком 8:0. У матчі-відповіді австрійці певний час вели в рахунку, але все ж також поступилися з рахунком 1:2.
У сезоні 1934/35 виступав у команді «Вінер АК», зігравши 7 матчів. В чемпіонаті команда посіла лише одинадцяте місце, але вийшла до фіналу кубка Австрії 1935. Гоффманн зіграв у трьох вирішальних матчах турніру, коли його команда в чвертьфіналі перемогла АВС (Відень) 5:1, у півфіналі у надрезультативному матчі перемогла «Рапід» 5:4, але програла у фіналі «Аустрії» з рахунком 1:5. Наступного року на його рахунку лише 2 гри.

## Статистика

### Статистика виступів у кубку Мітропи
| №                      | Розіграш               | Стадія                 | Дата та місце проведення | Команда 1              | Рахунок | Команда 2     | Голи |
| ---------------------- | ---------------------- | ---------------------- | ------------------------ | ---------------------- | ------- | ------------- | ---- |
| 1                      | 1934                   | 1/8                    | 17.06.1934 Будапешт      | Ференцварош            | 8:0     | Флорідсдорфер |      |
| 2                      | 1934                   | 1/8                    | 23.06.1934 Відень        | Флорідсдорфер          | 1:2     | Ференцварош   |      |
| Всього у кубку Мітропи | Всього у кубку Мітропи | Всього у кубку Мітропи | Всього у кубку Мітропи   | Всього у кубку Мітропи | 2       |               | 0    |

## Досягнення
- Фіналіст Кубка Австрії (1):

ВАК: 1935